# Flemming Lauritzen
Flemming Medum Lauritzen  (født 28. juni 1949 i Fremantle, Western Australia) er en tidligere dansk håndboldspiller som deltog i Sommer-OL 1972.
Han spillede håndbold for klubben Helsingør IF. I 1972 var han med på Danmarks håndboldlandshold som endte på en trettendeplads under Sommer-OL 1972. Han spillede i fire kampe.